# GPR123
G protein spregnuti receptor 123 je protein koji je kod ljudi kodiran GPR123 genom.

## Literatura
- Nagase T; Nakayama M; Nakajima D;  . (2001). „Prediction of the coding sequences of unidentified human genes. XX. The complete sequences of 100 new cDNA clones from brain which code for large proteins in vitro.”. DNA Res. 8 (2): 85—95. PMID 11347906. doi:10.1093/dnares/8.2.85.
- Vassilatis DK; Hohmann JG; Zeng H;  . (2003). „The G protein-coupled receptor repertoires of human and mouse”. Proc. Natl. Acad. Sci. U.S.A. 100 (8): 4903—8. PMC 153653 . PMID 12679517. doi:10.1073/pnas.0230374100.
- Ota T; Suzuki Y; Nishikawa T;  . (2004). „Complete sequencing and characterization of 21,243 full-length human cDNAs”. Nat. Genet. 36 (1): 40—5. PMID 14702039. doi:10.1038/ng1285.
- Deloukas P; Earthrowl ME; Grafham DV;  . (2004). „The DNA sequence and comparative analysis of human chromosome 10”. Nature. 429 (6990): 375—81. PMID 15164054. doi:10.1038/nature02462.
- Bjarnadóttir TK; Fredriksson R; Höglund PJ;  . (2005). „The human and mouse repertoire of the adhesion family of G-protein-coupled receptors”. Genomics. 84 (1): 23—33. PMID 15203201. doi:10.1016/j.ygeno.2003.12.004.
- Kimura K; Wakamatsu A; Suzuki Y;  . (2006). „Diversification of transcriptional modulation: Large-scale identification and characterization of putative alternative promoters of human genes”. Genome Res. 16 (1): 55—65. PMC 1356129 . PMID 16344560. doi:10.1101/gr.4039406.